# Чемпионат Словакии по волейболу среди женщин
Чемпионат Словакии по волейболу среди женщин — ежегодное соревнование женских волейбольных команд Словакии. Проводится с сезона 1992/93.
Соревнования проходят в двух дивизионах — Экстралиге и 1-й лиге, разделённой на три зоны. Организатором чемпионатов является Словацкая волейбольная федерация.

## Формула соревнований (Экстралига)
Чемпионат 2024/25 в Экстралиге проводился в три этапа — два групповых и плей-офф. На 1-й стадии 9 команд играли в два круга. По её итогам команды были разделены на две группы 2-го этапа, в первую из которых вошли 5 лучших, во вторую — занявшие на 1-м этапе места с 6-го по 9-е. В каждой из групп были проведены двухкруговые турниры с учётом всех результатов 1-го раунда. В плей-офф вышли 8 команд и далее по системе с выбыванием определили двух финалистов, которые разыграли первенство. Серии матчей плей-офф проводились до двух (четвертьфинал) и до трёх (полуфинал и финал) побед одного из соперников.
За победы со счётом 3:0 и 3:1 команды получают 3 очка, 3:2 — 2 очка, за поражение со счётом 2:3 — 1 очко, 0:3 и 1:3 — 0 очков.
В чемпионате 2024/25 в Экстралиге играли 9 команд: «Славия» (Братислава), ВКП (Братислава), УНИЗА (Жилина), «Нове-Место-над-Вагом», «Проект-УКФ» (Нитра), «Хит Трнава» (Трнава), «Пиране» (Брусно), «Спартак» (Комарно), «Пезинок». Чемпионский титул выиграл ВКП, победивший в финальной серии «Славию» 3-2 (0:3, 3:2, 3:1, 1:3, 3:1). 3-е место заняла УНИЗА. 

## Призёры
| Сезон     | 1-е место                                                                          | 2-е место                                                                          | 3-е место                                                                          |
| --------- | ---------------------------------------------------------------------------------- | ---------------------------------------------------------------------------------- | ---------------------------------------------------------------------------------- |
| 1992/93   | «Славия» Братислава                                                                | «Миланотраде» Баньска-Быстрица                                                     | «Словакотурист» Братислава                                                         |
| 1993/94   | «Славия» Братислава                                                                | «Спаса» Жилина                                                                     |                                                                                    |
| 1994/95   | «Славия» Братислава                                                                | «Спаса» Жилина                                                                     | «Спартак» Трнава                                                                   |
| 1995/96   | «Спаса» Жилина                                                                     | «Славия» Братислава                                                                | «Пезинок»                                                                          |
| 1996/97   | «Спаса» Жилина                                                                     | «Славия» Братислава                                                                | «Пезинок»                                                                          |
| 1997/98   | «Славия» Братислава                                                                | «Сеница»                                                                           | «Славия» Жилина                                                                    |
| 1998/99   | «Славия» Братислава                                                                | «Славия» Жилина                                                                    | «Сеница»                                                                           |
| 1999/2000 | «Славия» Братислава                                                                | «Сеница»                                                                           | «Допрастав» Братислава                                                             |
| 2000/01   | «Славия» Братислава                                                                | «Сеница»                                                                           | «Жьяр-над-Гроном»                                                                  |
| 2001/02   | «Славия» Братислава                                                                | «Сеница»                                                                           | «Славия»-2 Братислава                                                              |
| 2002/03   | «Славия» Братислава                                                                | «Сеница»                                                                           | «Славия»-2 Братислава                                                              |
| 2003/04   | «Славия» Братислава                                                                | «Сета» Жилина                                                                      | «Жьяр-над-Гроном»                                                                  |
| 2004/05   | «Сеница»                                                                           | «Славия» Братислава                                                                | «Допрастав» Братислава                                                             |
| 2005/06   | «Сеница»                                                                           | «Славия» Братислава                                                                | «Жьяр-над-Гроном»                                                                  |
| 2006/07   | «Сеница»                                                                           | «Славия» Братислава                                                                | «Пезинок»                                                                          |
| 2007/08   | «Славия» Братислава                                                                | «Нитра»                                                                            | «Допрастав» Братислава                                                             |
| 2008/09   | «Допрастав» Братислава                                                             | «Славия» Братислава                                                                | «Сеница»                                                                           |
| 2009/10   | «Славия» Братислава                                                                | «Сеница»                                                                           | «Допрастав» Братислава                                                             |
| 2010/11   | «Славия» Братислава                                                                | «Допрастав» Братислава                                                             | «Пезинок»                                                                          |
| 2011/12   | «Допрастав» Братислава                                                             | «Славия» Братислава                                                                | «Пезинок»                                                                          |
| 2012/13   | «Славия» Братислава                                                                | «Допрастав» Братислава                                                             | «Панеуропа» Братислава                                                             |
| 2013/14   | «Допрастав» Братислава                                                             | «Славия» Братислава                                                                | «Пезинок»                                                                          |
| 2014/15   | «Славия» Братислава                                                                | «Спишска-Нова-Вес»                                                                 | «Пезинок»                                                                          |
| 2015/16   | «Славия» Братислава                                                                | «Октан» Кежмарок                                                                   | БВК Братислава                                                                     |
| 2016/17   | «Славия» Братислава                                                                | БВК Братислава                                                                     | «Эперия» Прешов                                                                    |
| 2017/18   | «Страбаг» Братислава                                                               | «Славия» Братислава                                                                | «УКФ Нитра» Нитра                                                                  |
| 2018/19   | «Славия» Братислава                                                                | «Страбаг» Братислава                                                               | «Пезинок»                                                                          |
| 2019/20   | Из-за пандемии коронавируса COVID-19 чемпионат не был завершён. Итоги не подведены | Из-за пандемии коронавируса COVID-19 чемпионат не был завершён. Итоги не подведены | Из-за пандемии коронавируса COVID-19 чемпионат не был завершён. Итоги не подведены |
| 2020/21   | «Славия» Братислава                                                                | «Страбаг-Биликова» Пезинок                                                         | «УКФ Нитра»                                                                        |
| 2021/22   | «Славия» Братислава                                                                | «УКФ Нитра»                                                                        | «Нове-Место-над-Вагом»                                                             |
| 2022/23   | «Славия» Братислава                                                                | ВКП Братислава                                                                     | «Хит Трнава» Трнава                                                                |
| 2023/24   | «Славия» Братислава                                                                | «УКФ Нитра»                                                                        | ВКП Братислава                                                                     |
| 2024/25   | ВКП Братислава                                                                     | «Славия» Братислава                                                                | УНИЗА Жилина                                                                       |